# Microscleroderma novaezelandiae
Microscleroderma novaezelandiae is een sponssoort in de taxonomische indeling van de gewone sponzen (Demospongiae). Het lichaam van de spons bestaat uit kiezelnaalden en sponginevezels, en is in staat om veel water op te nemen. 
De spons behoort tot het geslacht Microscleroderma en behoort tot de familie Scleritodermidae. De wetenschappelijke naam van de soort werd voor het eerst geldig gepubliceerd in 2007 door Kelly.